# Rosa Bloch

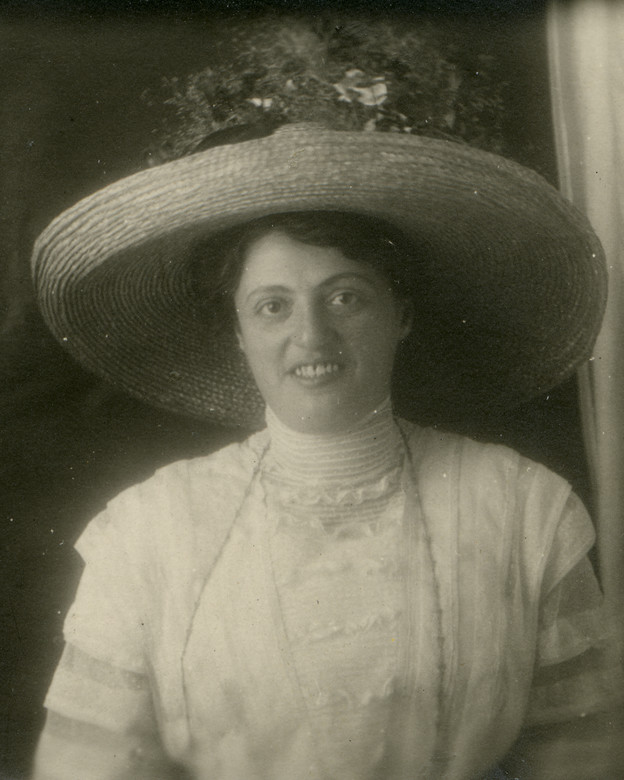
Rosa Bloch Bollag (etwa 1915)

Rosa Bloch-Bollag (* 30. Juni 1880 in Zürich; † 13. Juli 1922 ebenda) war eine Politikerin der Schweizer Arbeiterbewegung des frühen 20. Jahrhunderts und Frauenrechtlerin.

## Leben
Rosa Bollag stammte aus einer verarmten jüdischen Zürcher Kaufmannsfamilie und begann ein Jura-Studium, das sie jedoch aus Geldmangel nicht zu Ende führen konnte. Nach dem Abbruch des Studiums war sie als Vertreterin für ein Juweliergeschäft tätig, was ihr den Beinamen Brillanten-Rosa einbrachte. Ursprünglich war sie Anarchistin und wandelte sich mit der Zeit zur revolutionären Marxistin. Während des Landesstreiks im Jahre 1918 war sie Mitglied des Oltener Aktionskomitees. Im selben Jahr wurde sie zur Präsidentin der Zentralen Frauenagitationskommission der Sozialdemokratischen Partei (SP) gewählt. Sie wurde Redakteurin der von Margarethe Hardegger gegründeten Zeitschrift Die Vorkämpferin.
Zur Verteidigung der Lebensbedingungen von Arbeiterfamilien angesichts der Preissteigerungen in den Kriegsjahren führte sie Aktionen auf den Wochenmärkten durch, wo die Frauen handgreiflich gegen Stände mit überhöhten Preisen vorgingen. Am 10. Juni 1918 leitete Bloch eine «Hungerdemonstration» an. Vom Volkshaus (Zürich) im Stadtkreis 4 zogen mehrere hundert Arbeiterfrauen zum Rathaus und forderten Massnahmen der Kantonsregierung wie «sofortige Beschlagnahme aller Lebens- und Bedarfsartikel» und «Verteilung derselben unter Kontrolle der Arbeiterschaft nach Massgabe des Bedarfes». Eine Woche später, am 17. Juni, gehörte sie zu den drei Frauen, die zum ersten Mal überhaupt offiziell im Kantonsrat Zürich sprechen durften, nachdem ihr das am 10. Juni noch verweigert worden war. Ihr Auftritt mit durchaus nachvollziehbaren sozialen Forderungen führte letztlich zum Rücktritt des autoritär-antimodernistischen Bauernführers Fritz Bopp.
Rosa Bloch wirkte als einzige Frau mit im «Oltener Aktionskomitee», das den Generalstreik von 1918 vorbereitete. Dass im Forderungskatalog des Komitees schon an zweiter Stelle das Begehren für «aktives und passives Frauenwahlrecht» stand, wird ihrem Einfluss zugeschrieben.
1920 spaltete sich die SP, und Rosa Bloch wurde Gründungsmitglied der KPS, während ihr Mann Siegfried Bloch, der Vorsteher der Zentralstelle für soziale Literatur der Schweiz, bei der SP verblieb. Rosa Bloch-Bollag starb 1922 an einer misslungenen Kropf-Operation. Ihr Ehemann Siegfried Bloch glaubte nicht an einen Kunstfehler; er war überzeugt, dass man Bloch-Bollag, die im «Bürgerblock» – der Parteiengruppe von Freisinnigen, Katholisch-Konservativen, Bauern- und Bürgerpartei – verhasst war und von deren Zeitungen geschmäht wurde, absichtlich sterben liess.
Ihre Funktionen im Parteivorstand der KPS übernahm Mentona Moser.